# 流行音楽堂
流行音楽堂(りゅうこうおんがくどう)はDJ木河淳が、最新のヒットナンバーから懐かしの名曲まで、あらゆるジャンルの音楽を紹介するラジオ番組である。2019年春よりリニューアルされ、番組名も「流行音楽堂」から「新・流行音楽堂」と一新された。

## 特色
- 番組内の設定は、あらゆるジャンルの音楽が揃う架空のレコードショップ「流行音楽堂」。店主の木河淳が、邦楽・洋楽を紹介していくというものである[1]。
- 番組には明確なコーナーはない。しかし、ゲスト対応コーナーとして「流行レコメン堂」があり、番組が注目するアーティストをゲストに呼ぶ。
- 2016年12月には、SHOWROOMとコラボイベントとして、「1ヶ月まるごと！パーソナリティー争奪戦！」を行なった[2]。

## コーナー

### 今週の流行試聴機
流行音楽堂がお薦めする最新の洋楽邦楽をいち早く紹介する。

### 流行レコメン堂
ゲスト対応コーナー。様々な分野のアーティストを呼び、DJ木河淳とトークを繰り広げる。

### ワールド・アーチスト BOX
有名洋楽アーティストのヒット曲とともに歴史や原点を紹介する。

## パーソナリティ
木河淳 (DJ Bobby)がパーソナリティーを担当。

## 放送時間
- 新潟放送 （日）17：30～18：00
- 福井放送 （火）17：45～18：45
- 熊本放送 （水）18：20～18：30
- 山陰放送 （木）15：15～15：45
- 高知放送 （金）18：00～18：45
- 秋田放送 （月）～10/10（木）12：10～12：19 【ゲストコーナーは (火)・ (水)】
- ラジオ福島（月）～（金）10：25～10：35【ゲストコーナーは  (火)・ (水)】
- 山梨放送 （月）～（金）18：30～18：45【ゲストコーナーは  (火)・ (水)】
- 山口放送 （火）～（土）18：20～18：30【ゲストコーナーは (火)・（水）】